# Ángelo Sagal
Ángelo Sagal, mit vollem Namen Ángelo Nicolás Sagal Tapia (* 18. April 1993 in Talca), ist ein chilenischer Fußballspieler. Der Mittelfeldspieler spielt seit der Saison 2023/24 beim züprischen Erstligisten Apollon Limassol. Er spielte zwischen 2015 und 2018 für die chilenische Nationalmannschaft.

## Karriere

### Vereine
Sagal begann bei seinem Heimatverein Rangers de Talca mit dem Fußballspielen und bekam dort auch seinen ersten Profivertrag in der zweiten chilenischen Liga. 2011 stieg er mit dem Verein in die erste Liga auf. 2014 wechselte er zum Ligakonkurrenten 2013 CD Huachipato, der in der Saison 2013/14 das Finale der Copa Chile erreicht hatte, in dem dann im April 2014 auch Sagal zum Einsatz kam. Das Finale wurde aber mit 1:3 gegen Deportes Iquique verloren. Als Finalist war die Mannschaft aber für die Copa Sudamericana 2014 qualifiziert, scheiterte dort allerdings am FC São Paulo im Viertelfinale. Sagal wurde dabei in fünf Spielen eingesetzt. Zur Saison 2017/18 wechselte er nach Mexiko zum CF Pachuca. Von Juli 2019 bis zum Saisonende spielte er auf Leihbasis für FC Juárez.
Nach seiner Rückkehr zu CF Pachuca wurde sein Vertrag nicht verlängert. Sagal wechselte daraufhin erstmals in eine europäische Fußballliga und schloss sich dem türkischen Erstligisten Denizlispor an. Im Sommer 2021 wechselte er dann zum Ligakonkurrenten Gaziantep FK. Im März 2023 wurde er an Ferencváros Budapest ausgeliehen und gewann mit dem Verein die ungarische Meisterschaft.  Danach wechselte er abgabefrei zum züprischen Erstligisten Apollon Limassol.

### Nationalmannschaft
Sagal wurde erstmals beim 3:2-Sieg im Freundschaftsspiel gegen die USA am 29. Januar 2015 in der chilenischen Nationalmannschaft eingesetzt, wobei er in der 90. Minute eingewechselt wurde. Danach kam es aber zunächst zu keinen weiteren Einsätzen und er wurde weder für die Copa América 2015 in seiner Heimat Chile noch die Copa América Centenario 2016 nominiert, die Chile jeweils im Elfmeterschießen gegen Argentinien gewann.
Erst zwei Jahre später wurde er wieder eingeladen, zu zwei Spielen beim China-Cup im Januar 2017 gegen Island und Kroatien. Dabei erzielte er beim 1:0 gegen Island mit seinem ersten Länderspieltor zwar den Siegtreffer, wurde aber nach 66 Minuten ausgewechselt. Im zweiten Spiel gegen die Kroaten wurde er erst sieben Minute vor dem Spielende eingewechselt.
Am 2. Juni 2017 nominierte ihn Chiles Trainer Juan Antonio Pizzi für den Kader mit 23 Spielern, die Chile beim FIFA-Konföderationen-Pokal 2017 vertreten sollen. Er kam dann auch in den Vorbereitungsspielen gegen Burkina Faso und Russland zu weiteren Einsätzen, wobei er gegen die Afrikaner, gegen die Chile als erste südamerikanische Mannschaft spielte, das Tor zum 3:0-Entstand erzielte. Beim Turnier in Russland wurde er lediglich im Finale gegen Weltmeister Deutschland in der 81. Minute beim Stand von 0:1 eingewechselt, konnte dem Spiel aber auch keine Wende mehr geben. Bei den folgenden gegen Paraguay und Bolivien verlorenen WM-Qualifikationsspielen stand er nicht im Aufgebot. Die Chilenen verpassten letztlich die WM durch eine 0:3-Niederlage am letzten Spieltag gegen Rekordweltmeister Brasilien.
Bei der Copa América 2019 wurde er nur zur zweiten Halbzeit des mit 0:3 gegen Peru verlorenen Halbfinales eingewechselt, wodurch die Chilenen ihren Titel nicht verteidigen konnten.

## Erfolge
- Ungarische Meisterschaft 2022/23